# Beautiful World Live
Beautiful World Live è un video dal vivo della boy band britannica Take That, pubblicato nel 2008 dalla Polydor Records.

## Descrizione
È un doppio DVD: il primo documenta i 2 concerti tenuti dal gruppo tra 6 e il 7 dicembre 2007 all'O2 Arena di Londra durante il Beautiful World Tour, mentre il secondo contiene un documentario sul tour, un commento della band e una galleria fotografica.

## Tracce
DVD 1
1. Overture
2. Reach Out
3. It Only Takes a Minute
4. Beautiful World
5. Patience
6. Hold On
7. I'd Wait for Life
8. Relight My Fire
9. Rule the World
10. Could It Be Magic
11. Back for Good
12. Everything Changes
13. Wooden Boat
14. Give Good Feeling
15. Sure
16. Never Forget
17. Shine
18. Pray

DVD 2
1. The Journey - Exclusive on the Road Film
2. Band Commentary
3. Photo Gallery